# Stauntonia obovata
Stauntonia obovata är en narrbuskeväxtart som beskrevs av William Botting Hemsley. Stauntonia obovata ingår i släktet Stauntonia och familjen narrbuskeväxter. Inga underarter finns listade i Catalogue of Life.